# Lygropia xanthomela
Lygropia xanthomela là một loài bướm đêm trong họ Crambidae.